# Gideon (Bijbel)

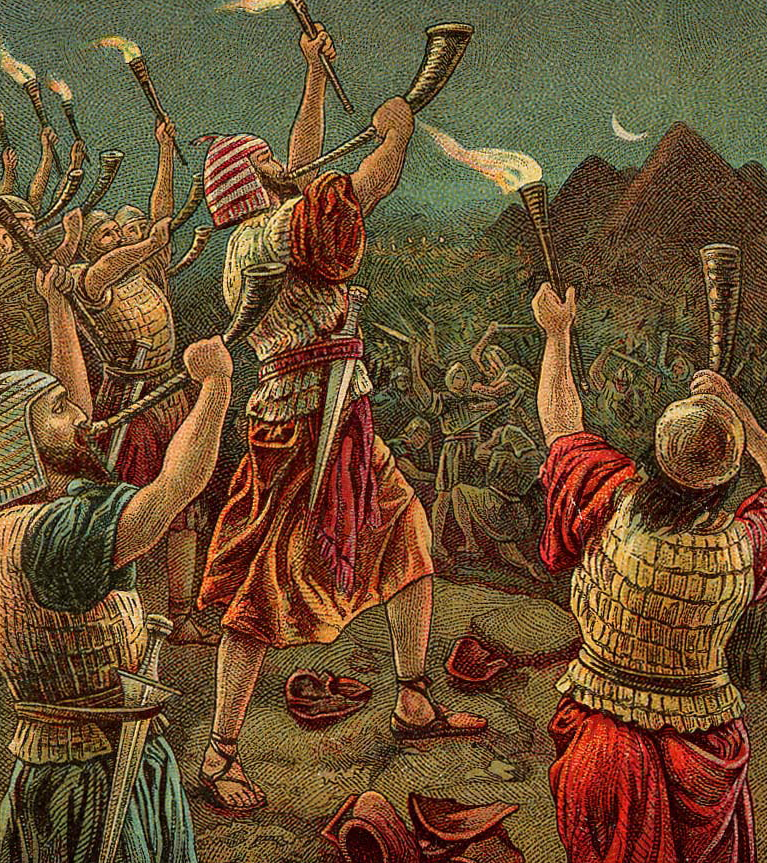
Gideon en zijn driehonderd man

Gideon (Hebreeuws: גִּדְעוֹן, gid’ōn, "(hout)hakker" / "bomenveller" of in uitgebreide betekenis "vernietiger", in de Griekse Septuagint: γεδεων, gedeōn) was volgens de Hebreeuwse Bijbel de vijfde rechter (Rechters 6-8). Gideon was de zoon van Joas uit de stam Manasse en werd door God benoemd om de Israëlieten te bevrijden uit de hand van de Midjanieten en Amalekieten.
Eerst verwoestte Gideon op bevel van God het altaar van Baäl en velde de Asjerapaal. Hierna werd hij Jerubbaäl (יְרֻבַּעַל, een samenvoeging van rbb, "talrijk zijn" en de naam Baäl, dus betekent zoiets als "Baäl is groot") genoemd (Rechters 6:25-32). Toepassing van de historisch-kritische methode toont aan dat de namen Gideon en Jerubbaäl oorspronkelijk twee verschillende personen aanduidden (zie o.a. Rechters 9 en vergelijk 2 Samuel 11:21) die later in één verhaal werden samengevoegd.

## Het verhaal van de Gideonsbende
Vervolgens droeg God Gideon op om de Midjanieten aan te vallen en te verdrijven. God liet hem zijn leger terugbrengen tot slechts 300 man (Rechters 7 en 8). Met dit kleine leger voerde hij een verrassingsaanval uit. Gideon gaf eenieder een ramshoorn (sjofar), fakkel en een pot van aardewerk. Het leger omsingelde in stilte de Midjanieten en op Gideons teken brak eenieder zijn pot en blies op de ramshoorn. In de paniek die volgde gingen de Midjanieten elkaar te lijf en door dit wonder versloeg Gideon het leger van Midjan. Van dit verhaal is de term 'Gideonsbende' afgeleid.
Gideon was de door God aangestelde leider. Na de klinkende, wonderbaarlijke overwinning wilden de Israëlieten hem tot hun koning kronen. Gideon wees dit echter af en gaf te kennen dat alleen God hun ware leider was. Gedurende Gideons leven was er 40 jaar vrede in het land Israël.

## Archeologische vondst
In 2021 meldden Israëlische archeologen de vondst van een potscherf, waarop de naam Jerubbaäl staat. Het was de eerste vondst van deze naam buiten de Hebreeuwse bijbel. De scherf is afkomstig van een urn uit de 12e of 11e eeuw voor Christus.